# Rhodococcus
Rhodococcus è un genere di batteri aerobici gram-positivi, non mobili e che non producono spore con un alto contenuto di G+C e una membrana cellulare che contiene acido micolico.

## Storia
La storia del genere è abbastanza complessa. Inizialmente intrecciata con quella dei cocchi Gram-positivi in seguito si lega a quella degli attinomiceti contenenti acidi micolici. Il primo a proporre il genere Rhodococcus fu Zopf (1891) per classificare due specie batteriche rosse descritte da Overbeck nel 1891. Fu riconosciuto nelle prime edizioni del Bergey's Manual of Determinative Bacteriology e come organismo modello fu scelto R. rhodochrous. A causa di vari cambiamenti riguardanti il sistema di classificazione dei Gram positivi i criteri di appartenenza al genere Rhodococcus sono stati rivisti più volte. Le tecniche molecolari introdotte negli anni '80, basate sull'analisi della sequenza nucleotidica del 16S rDNA, hanno permesso la separazione definitiva dei rhodococchi dai rappresentanti di altri generi di Attinomiceti.

## Descrizione
Il genere comprende specie che mostrano un'ampia gamma di diversità morfologiche. La membrana cellulare dei rhodococchi è generalmente costituita da:
1. un peptidoglicano costituito da N-acetilglucosammina, acido N-glicolilmuramico, D e L-alanine e D-glutammati con meso-A2pm come l'acido diamino;
2. arabinosio e galattosio come zuccheri diagnostici;
3. un pattern fosfolipidico costituito da difosfatidilglicerolo, fosfatidiletanolammina, fosfatidilinositolo e fosfatidilinositolo mannoside
4. un profilo di acidi grassi costituito in maggior parte da catene insature non ramificate e acidi tubercolostearici
5. acidi micolici con 32-66 carboni
6. menachinoni composti da 8 o 9 unità isopreniche

Alcune specie presentano un corredo genetico ampio e complesso contenente diversi geni coinvolti in processi catabolici e anabolici unici. Cresce bene in terreni di coltura non selettivi e i macrolidi associati alla rifampicina sono gli antibiotici più efficaci in caso d'infezioni da Rhodococcus.
Può essere isolato in diverse matrici ambientali (es. suolo, acqua e sedimenti marini) e antropiche per via della sua grande versatilità metabolica, attività biodegradativa e capacità di adattamento uniche a diverse condizioni di stress come la presenza composti tossici (es. metalli pesanti, metalloidi, inquinanti organici) e cambiamenti ambientali (es. bassa disponibilità di nutrienti).
Diversi ceppi sono in grado di mettere in atto processi di biotrasformazione e biodegradazione di diversi composti organici e xenobiotici come: idrocarburi, idrocarburi clorinati, acidi naftenici, composti nitroaromatici, e farmaci (diclofenac e sulfametizolo).

## Applicazioni
Date le ampie capacità metaboliche e la resistenza/tolleranza allo stress, i ceppi del genere Rhodococcus sono considerati candidati ideali in applicazioni biotecnologiche applicate al campo delle bonifiche ambientali, nelle industrie chimiche e farmaceutiche.
In particolare la ricerca si concentra sulla produzione e l'accumulo di lipidi neutri, per lo più trigliceridi, attraverso la bio-conversione di rifiuti industriali e bioprodotti sostenibili della lignina. Queste molecole possono poi essere utilizzate nella produzione di biocarburanti dopo estrazione mediante metodi di estrazione chimici e fisici convenzionali (es. sonicazione, estrazione con solvente) o metodi biologici (es. lisi, estrazione basata sull'uso di fagi).
Altri prodotti che possono essere prodotti da ceppi di Rhodococcus sono: bio-surfattanti glicolipidici, carotenoidi, PHA, nanomateriali a base metallica e antibiotici di nuova generazione.
Tra le diverse specie descritte in letteratura R. opacus PD630 e R. jostii RHA1 sono quelle più studiate per attività biosintetiche e di bioconversione per le seguenti ragioni:
1. la particolare capacità di utilizzare zuccheri derivanti dalla lignina con composti aromatici tossici derivanti dalla lignina
2. l'elevato contenuto di lipidi, in particolare trigliceridi, che possono essere accumulati da diverse fonti di carbonio
3. l'alto tasso di crescita
4. la buona tracciabilità genetica

## Specie
Il genere comprende le seguenti specie:
- Rhodococcus aerolatus Hwang et al. 2015
- Rhodococcus aetherivorans I24
- Rhodococcus antrifimi Ko et al. 2015
- Rhodococcus artemisiae Zhao et al. 2012
- Rhodococcus australis Ferreira and Tracey 1984
- Rhodococcus baikonurensis Li, et al., 2004
- Rhodococcus boritolerans
- Rhodococcus canchipurensis Nimaichand et al. 2013
- Rhodococcus cavernicola Lee et al. 2020
- Rhodococcus cerastii Kämpfer et al. 2013
- Rhodococcus cercidiphylli Li et al. 2012
- Rhodococcus coprophilus Rowbotham and Cross, 1979
- Rhodococcus corynebacterioides (Serrano, et al., 1972) Yassin and Schaal, 2005
- Rhodococcus daqingensis Wang et al. 2019
- Rhodococcus equi (Magnusson 1923) Goodfellow and Alderson 1977
- Rhodococcus fascians (Tilford 1936) Goodfellow 1984
- Rhodococcus gannanensis Ma et al. 2017
- Rhodococcus globerulus Goodfellow, et al., 1985
- Rhodococcus gordoniae Jones, et al., 2004
- Rhodococcus humicola Nguyen and Kim 2016
- Rhodococcus jostii Takeuchi, et al., 2002
- Rhodococcus koreensis Yoon, et al., 2000
- Rhodococcus kronopolitis Liu et al. 2014
- Rhodococcus kroppenstedtii Mayilraj, et al., 2006
- Rhodococcus lactis Singh et al. 2015
- Rhodococcus indicum Bajaj 2011
- Rhodococcus maanshanensis Zhang, et al., 2002
- Rhodococcus marinonascens Helmke and Weyland, 1984
- Rhodococcus nanhaiensis Li et al. 2012
- Rhodococcus olei Chaudhary and Kim 2018
- Rhodococcus opacus Klatte, et al., 1995
- Rhodococcus oryzae Li et al. 2020
- Rhodococcus oxybenzonivorans Baek et al. 2022
- Rhodococcus pedocola Nguyen and Kim 2016
- Rhodococcus phenolicus Rehfuss and Urban, 2006
- Rhodococcus polyvorum
- Rhodococcus pseudokoreensis Kämpfer et al. 2023
- Rhodococcus psychrotolerans Silva et al. 2018
- Rhodococcus pyridinivorans Yoon, et al., 2000
- Rhodococcus rhodochrous (Zopf 1891) Tsukamura, 1974
- Rhodococcus rhodnii Goodfellow and Alderson, 1979
- Rhodococcus ruber (Kruse 1896) Goodfellow and Alderson, 1977
- Rhodococcus jostii RHA1
- Rhodococcus sovatensis Tancsics et al. 2017
- Rhodococcus spelaei Lee and Kim 2021
- Rhodococcus spongiicola Zhang et al. 2021
- Rhodococcus triatomae Yassin, 2005
- Rhodococcus trifolii Kämpfer et al. 2013
- Rhodococcus tukisamuensis Matsuyama, et al., 2003
- Rhodococcus wratislaviensis (Goodfellow et al. 1995) Goodfellow, et al., 2002
- Rhodococcus yunnanensis Zhang, et al., 2005
- Rhodococcus zopfii Stoecker, et al., 1994
- Rhodococcus xishaensis Zhang et al. 2021

Esistono anche molte altre specie del genere che però non hanno ancora ricevuto una classificazione ufficiale.